# Official髭男dism SHOCKING NUTS TOUR
『Official髭男dism SHOCKING NUTS TOUR』（オフィシャルひげだんディズム ショッキング ナッツ ツアー）は、2022年9月28日から2023年2月16日にかけて行われたOfficial髭男dismのコンサートホールツアー。

## 概要
「Official髭男dism one - man tour 2021-2022 - Editorial -」より5ヶ月ぶりのライブツアー。しかしこのツアーは前回とは違いホールツアーで、全国12会場で21公演が実施された。

## 沿革
バンドは2021年9月より8ヶ月間にわたり、ライブツアー「Official髭男dism one - man tour 2021-2022 - Editorial -」を開催していた。ライブの全日程の終了直後の4月17日、3月に行われたさいたまスーパーアリーナ公演でのライブの様子がオンラインライブとして配信されることが発表された。2022年5月1日に行われたその配信の最後にて、同年の9月からホールツアーを開催することを発表した。
発表の直後にツアーのオフィシャルホームページが開設された。チケットは5月9日からファンクラブW会員へ、5月28日からファンクラブ年/月会員へ、8月20日に一般への販売が順次行われた。
9月7日にツアーの公式グッズの通信販売が開始された。グッズには、Tシャツ・タオルだけでなく、ツアーの名称にあやかってミックスナッツもオリジナルのパッケージで販売された。
9月28日に青森県のリンクステーションホール青森からツアーが始まった。
10月30日、バンドのメンバーが新型コロナウイルスに感染したことを報告し、同日予定の東京都・日本武道館公演と11月4日・5日に予定されていた大阪府・フェスティバルホール公演について延期・中止することを発表した。延期対象公演の振替公演の開催日は、11月17日に日本武道館での追加公演開催とともに発表されている。
2023年2月16日、同日の日本武道館での公演を持って全ての日程を終了。それに伴い、複数のストリーミングサービスで最終公演の日本武道館公演のセットリストプレイリストが公開されている。
2023年3月8日、同年2月16日の日本武道館公演より「ホワイトノイズ」のライブ映像が公開された。

## 公演詳細
| 日程   | 日程                  | 開場/開演   | 都道府県 | 会場                                           |
| ------ | --------------------- | ----------- | -------- | ---------------------------------------------- |
| 2022年 | 9月28日(水)           | 17:00/18:00 | 青森県   | リンクステーションホール青森                   |
| 2022年 | 9月29日(木)           | 17:00/18:00 | 青森県   | リンクステーションホール青森                   |
| 2022年 | 10月13日(木)          | 17:00/18:00 | 愛知県   | 名古屋国際会議場センチュリーホール             |
| 2022年 | 10月14日(金)          | 17:00/18:00 | 愛知県   | 名古屋国際会議場センチュリーホール             |
| 2022年 | 10月25日(火)          | 17:00/18:00 | 東京都   | 日本武道館                                     |
| 2022年 | 10月26日(水)          | 17:00/18:00 | 東京都   | 日本武道館                                     |
| 2022年 | 10月29日(土)          | 16:00/17:00 | 東京都   | 日本武道館                                     |
| 2022年 | 10月30日(日)          | 16:00/17:00 | 東京都   | 日本武道館                                     |
| 2022年 | 11月4日(金)           | 17:00/18:00 | 大阪府   | フェスティバルホール                           |
| 2022年 | 11月5日(土)           | 16:00/17:00 | 大阪府   | フェスティバルホール                           |
| 2022年 | 11月16日(水)          | 17:00/18:00 | 北海道   | 旭川市民文化会館（大ホール）                   |
| 2022年 | 11月17日(木)          | 17:00/18:00 | 北海道   | 札幌文化芸術劇場（hitaru）                     |
| 2022年 | 11月28日(月)          | 17:00/18:00 | 広島県   | ふくやま芸術文化ホール リーデンローズ 大ホール |
| 2022年 | 11月29日(火)          | 17:00/18:00 | 広島県   | ふくやま芸術文化ホール リーデンローズ 大ホール |
| 2022年 | 12月6日(火)           | 17:00/18:00 | 福岡県   | 福岡サンパレス                                 |
| 2022年 | 12月7日(水)           | 17:00/18:00 | 福岡県   | 福岡サンパレス                                 |
| 2022年 | 12月13日(火)          | 17:00/18:00 | 富山県   | オーバード・ホール                             |
| 2022年 | 12月14日(水)          | 17:00/18:00 | 富山県   | オーバード・ホール                             |
| 2022年 | 12月21日(水)          | 17:00/18:00 | 宮城県   | 仙台サンプラザホール                           |
| 2022年 | 12月22日(木)          | 17:00/18:00 | 宮城県   | 仙台サンプラザホール                           |
| 2023年 | 1月30日(月) ※振替公演 | 17:00/18:00 | 大阪府   | フェスティバルホール                           |
| 2023年 | 1月31日(木) ※振替公演 | 17:00/18:00 | 大阪府   | フェスティバルホール                           |
| 2023年 | 2月15日(水) ※追加公演 | 17:00/18:00 | 東京都   | 日本武道館                                     |
| 2023年 | 2月16日(木) ※振替公演 | 17:00/18:00 | 東京都   | 日本武道館                                     |

### セットリスト
| #   | タイトル                | 作詞 | 作曲・編曲 |
| --- | ----------------------- | ---- | ---------- |
| 1.  | 「Pretender」           |      |            |
| 2.  | 「I LOVE...」           |      |            |
| 3.  | 「Tell Me Baby」        |      |            |
| 4.  | 「Second LINE」         |      |            |
| 5.  | 「ビンテージ」          |      |            |
| 6.  | 「LADY」                |      |            |
| 7.  | 「風船」                |      |            |
| 8.  | 「Choral A」            |      |            |
| 9.  | 「夕暮れ沿い」          |      |            |
| 10. | 「Subtitle」            |      |            |
| 11. | 「parade」              |      |            |
| 12. | 「Anarchy」             |      |            |
| 13. | 「Cry Baby」            |      |            |
| 14. | 「115万キロのフィルム」 |      |            |
| 15. | 「異端なスター」        |      |            |
| 16. | 「宿命」                |      |            |
| 17. | 「ミックスナッツ」      |      |            |
| 18. | 「Universe」            |      |            |
| 19. | 「Clap Clap」           |      |            |
| 20. | 「破顔」                |      |            |
| 21. | 「ホワイトノイズ」      |      |            |